# Le Conservateur (Bulgarie)
Pour les articles homonymes, voir Le Conservateur (homonymie) et Conservateur.
Le Conservateur est une plate-forme en ligne bulgare pour les opinions, analyses et commentaires conservateurs de droite axés sur les questions politiques, sociales et culturelles. 
Initialement, la plateforme a été fondée en 2017 sous le nom de Misal (Pensée) et après la fusion en 2018 avec un autre moyen de communication: Les Cinq Angles a été renommé Conservateur. 

## Média plate-formeLe Conservateur
La plate-forme de droite Le Conservateur offre un accès gratuitement de tout son contenu, ainsi que de tous les matériels de son édition annuelle. Fondé en 2017, le média a pour but d’être un portail en ligne pour les vues et les analyses dans une perspective de droite conservatrice. 
Les fondateurs du site sont Nikolay Oblakoff, Mihail Krastev, Boyan Zlatanov, Emil Valkov, Siméon Poppoff et Téodor Dimokenchev qui font toujours partie du conseil éditorial. Parmi les auteurs populaires figurent les noms de Krystian Szkwarek, Dimitar Petrov, Toncho Kraevsky, Ivan Stambolov – Sulla, Toma Petrow, Dimitar Vuchev, Boris Stanimirov et Nikola Filipov.
Les auteurs invités sur la plate-forme sont de noms populaires dans la vie politique, sociale et culturelle tels que Martin Tabakov, Petar Nikolov, Lubomir Kanov, Angel Dzhambazki, Kuzman Iliev, Toma Bikov, Andrey Novakov, Vladimir Sirkarov, Alex Alexiev, Vili Lilkov et autres. 
En plus du site en ligne et l’annuel, la plate-forme organise également des discussions publiques sur des sujets sociaux et politiques. Parmi les participants à ces évènements figurent Ognyan Minchev, Haralan Aleksandrov, Ryszard Legutko, Dimitar Stoyanovich, Boyan Rashev, Krassen Stanchev, Boyko Vassilev, Neno Dimov et autres.  

## Histoire
La plate-forme Le Conservateur est le successeur de la plate-forme Misal (Pensée), créée par sa fusion avec un autre média en ligne Petté Kyosheta (Les Cinq Angles). La plate-forme utilise l’ancien domaine de Club des Jeunes Conservateurs.
En 2018 sort la première édition de L’Annuel.
Depuis le 10 juillet 2019, Le Conservateur est une marque enregistrée au sein de l’Union européenne sous le numéro 00106021.  

## Rubriques
- Politique : analyse politique de la Bulgarie et du monde
- Société : sujets publics et sociaux
- Libertaire : analyse économique et financière
- Réflexion : opinions sur des questions culturelles et scientifiques
- Aujourd'hui : un aperçu historique

## L'équipe
- Chef d’édition : Nikolay Oblakoff
- Chef d’édition adjoint : Mihail Krastev
- Conseil éditorial : Boyan Zlatanov, Téodor Dimokenchev, Nikola Filipov, Nikola Bushnyakov, Emil Valkov, Siméon Poppoff, Leda Necheva, Ivo Guerguiev, Toma Petrow
- Auteurs : Nikola Filipov, Victoria Guerguieva, Krystian Szkwarek, Toncho Kraevsky, Dimitar Petrov, Svetoslav Aleksandrov, Boris Stanimirov, Martin Tabakov, Lachezar Tomov, Stefan Stoyanov, Kristian Anadoliev, Dimitar Vuchev, Ivan Stambolov – Sulla, Vladislav Apostolov, Guergui Zayakov

## L’Annuel
La plate-forme Le Conservateur publie une édition annuaire sous le nom L’Annuel qui est sorti pour la première fois en 2018.  